# Charlie Swanson
Charlie Swanson, född 20 februari 1998, är en amerikansk simmare.

## Karriär
Vid de Panamerikanska spelen 2019 tog han guld på 400 meter medley och ingick i det amerikanska laget som tog guld på 4 x 100 meter mixad frisim.  Han är kvalificerad till OS 2024.